# Malakal
Malakal är en stad i nordöstra Sydsudan, huvudstad i delstaten Övre Nilen och i länet Malakal. Staden ligger nära gränsen till Sudan, vid Vita Nilen strax norr om dess förening med Sobat. Invånartalet uppskattades 2010 till omkring 139 000.
Staden betjänas av en färja på Sobatfloden, och har en flygplats, Malakal Airport.